# Atlantica SuperSplash
Atlantica SuperSplash im Europa-Park (Rust, Baden-Württemberg, Deutschland) ist eine Wasserachterbahn vom Modell SuperSplash des Herstellers Mack Rides, die am 19. März 2005 zum 30-jährigen Jubiläums des Parks eröffnet wurde.
Die Bahn bildet den Grundstein für das ebenfalls 2005 eröffnete Themengebiet „Portugal“. Sie ist mit 30 Metern Höhe nach Silver Star, Blue Fire Megacoaster, Voltron Nevera und Wodan – Timburcoaster die fünfthöchste Achterbahn des Vergnügungsparks. Bei der finalen Abfahrt in den eigens für die Bahn angelegten See von 4400 m² Fläche erreichen die Wagen Höchstgeschwindigkeiten von 80 km/h. Die Anlage erstreckt sich auf einer Fläche von insgesamt 15.000 m².
Neben dem Bereich, in dem das Boot wieder in das Wasser eintaucht, befindet sich ein „Atlantica-Dusche“ genanntes Plateau, auf dem sich die Besucher nass spritzen lassen können.
Für „kältere“ Tage hat die Achterbahn auf dem finalen Drop Magnetbremsen, die die Geschwindigkeit verringern und so auch den Nässe-Faktor.
Im Auslauf der Bahn befinden sich mehrere Wasserkanonen, von denen eine durch anderen Parkbesuchern auf die Fahrgäste abgefeuert werden kann. Die für das Betätigen der Kanone fällige Gebühr wird vom Park laut eigener Angaben gespendet.

## Fahrt
Die Wagen gelangen nach dem Einsteigen der Besucher in der Station direkt in den Kettenlift. Dieser befördert die Boote auf die maximale Höhe von 30 Metern. Nach einem kurzen Stück Gerade mit Blockbremse gelangt der Wagen in die erste Drehplattform. Diese dreht den Wagen um ca. 90° gegen den Uhrzeigersinn, sodass das Boot den nachfolgenden Abschnitt rückwärts durchfährt. Es folgt eine 36° steile und 10 Meter hohe Abfahrt, die in einer sofortigen Auffahrt endet. Das Boot gelangt dadurch in die zweite Drehplattform. Diese richtet das Boot mit einer erneuten 90° Drehung gegen den Uhrzeigersinn wieder vorwärts auf die finale Abfahrt aus. In dieser 50° steilen Abfahrt beschleunigt das Boot auf ca. 80 km/h, taucht mit den hinten am Boot angebrachten Leitblechen kurz ins Wasser ein um eine Fontäne aufzuschleudern, und überfährt nochmals einen Airtime-Hügel über eine künstliche Insel hinweg, bevor das Boot ganz in das Wasser eintaucht. Während der durch das Wasser verursachten Bremsung des Bootes wird das Wasser durch die spezielle Form der Boote und die Leitbleche in die Luft geschleudert, wodurch eine das Fahrzeug einhüllende Wasserwand entsteht. Durch dieses umherfliegende Spritzwasser werden die Besucher im Boot nass. Ist das Boot heruntergebremst, so verlässt es zum ersten Mal die für eine Achterbahn typische Schienenführung und schwimmt von dort an, von einem Betonkanal gelenkt, frei in einer Rechtskurve zurück zur Station. Dabei werden neben der Fahrrinne immer wieder Fontänen ausgelöst, die die Fahrgäste erneut nass machen. Bevor das Boot in die Station einfährt, wird es wieder in die Schiene eingeführt und somit aus dem Wasser gehoben.

## Wagen
Atlantica SuperSplash besitzt sechs Wagen. In jedem Wagen können 16 Personen (vier Reihen à vier Personen) Platz nehmen.

## Fotos  und Videos

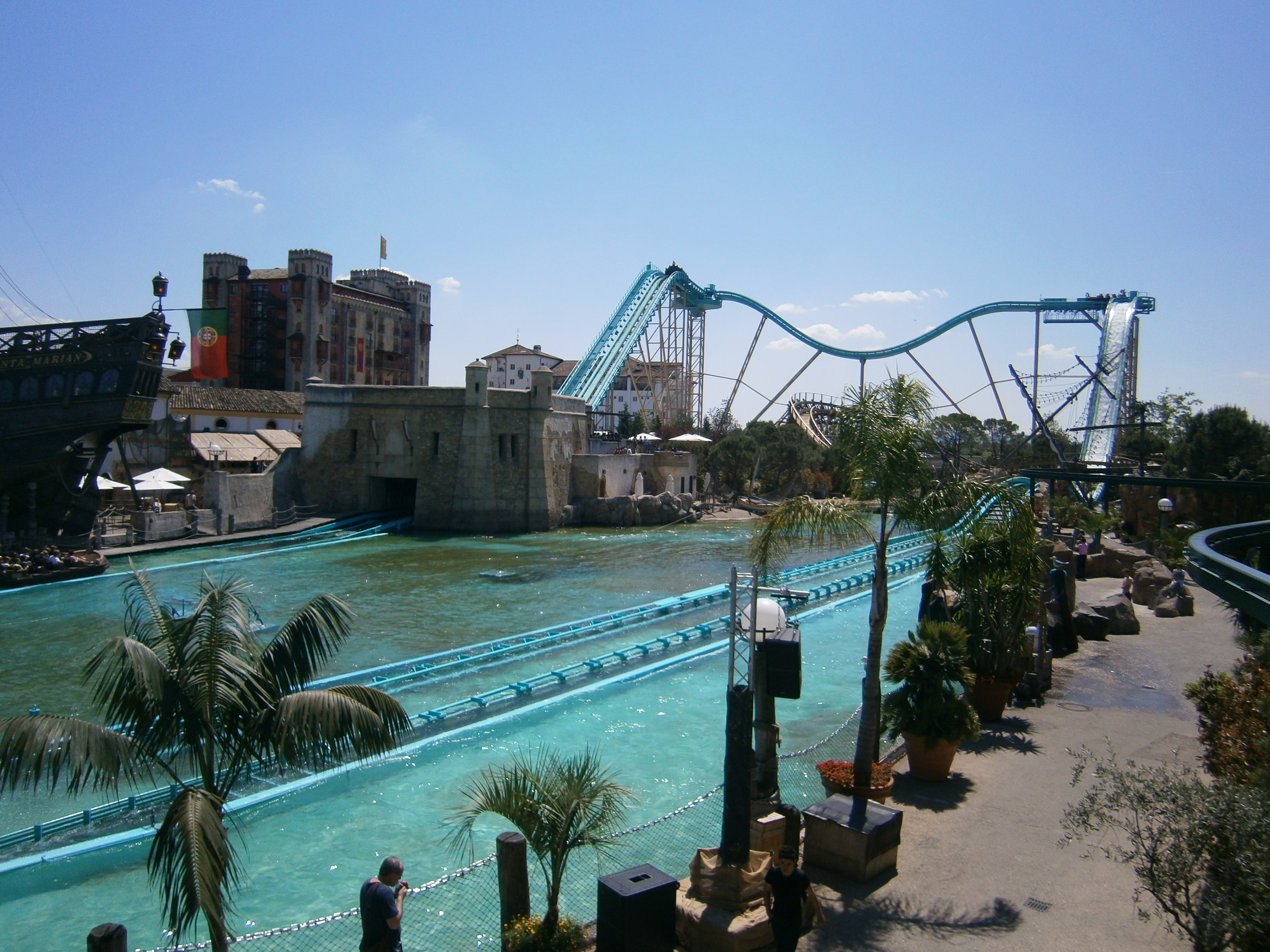
Überblick über die Anlage
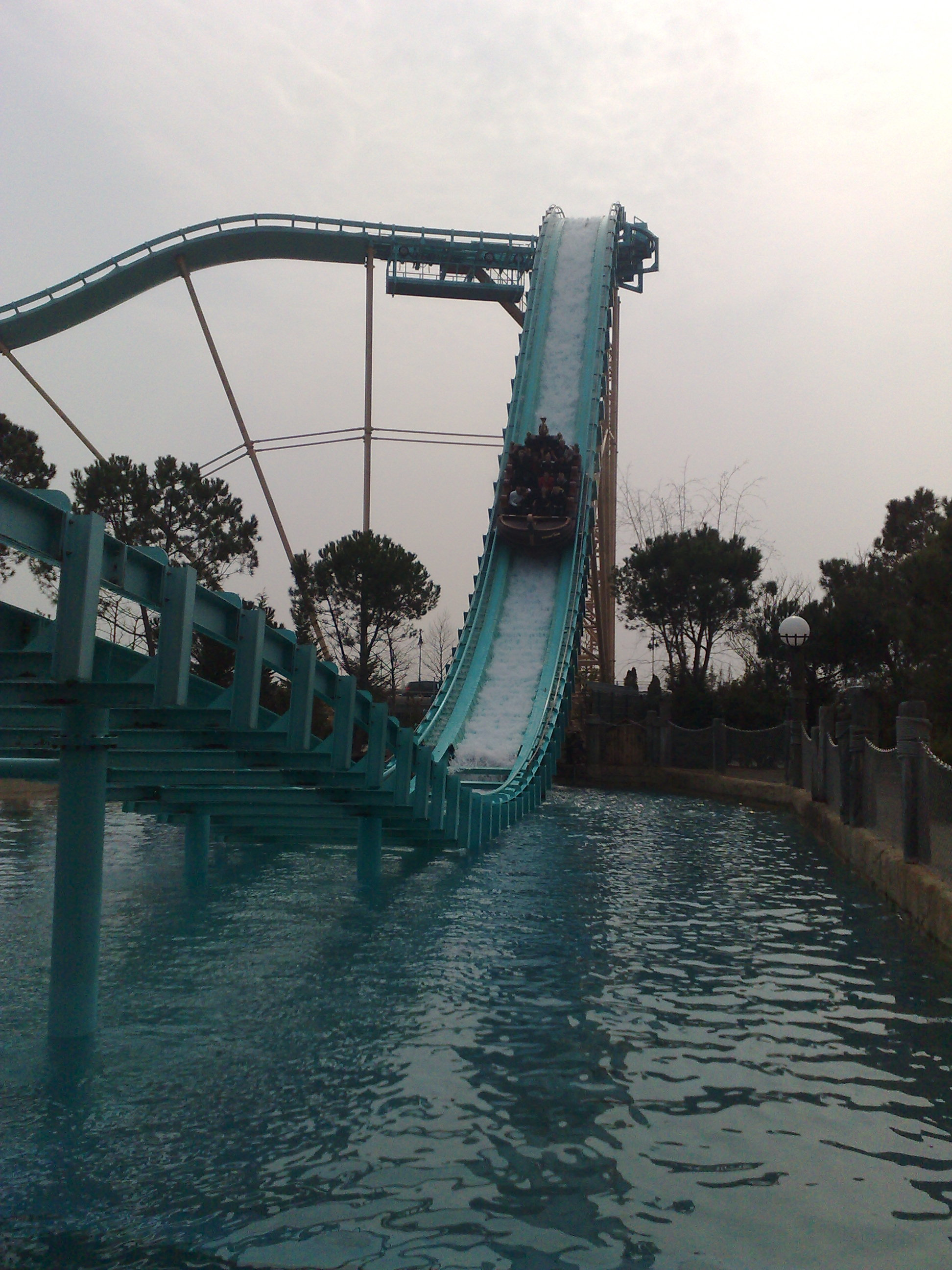
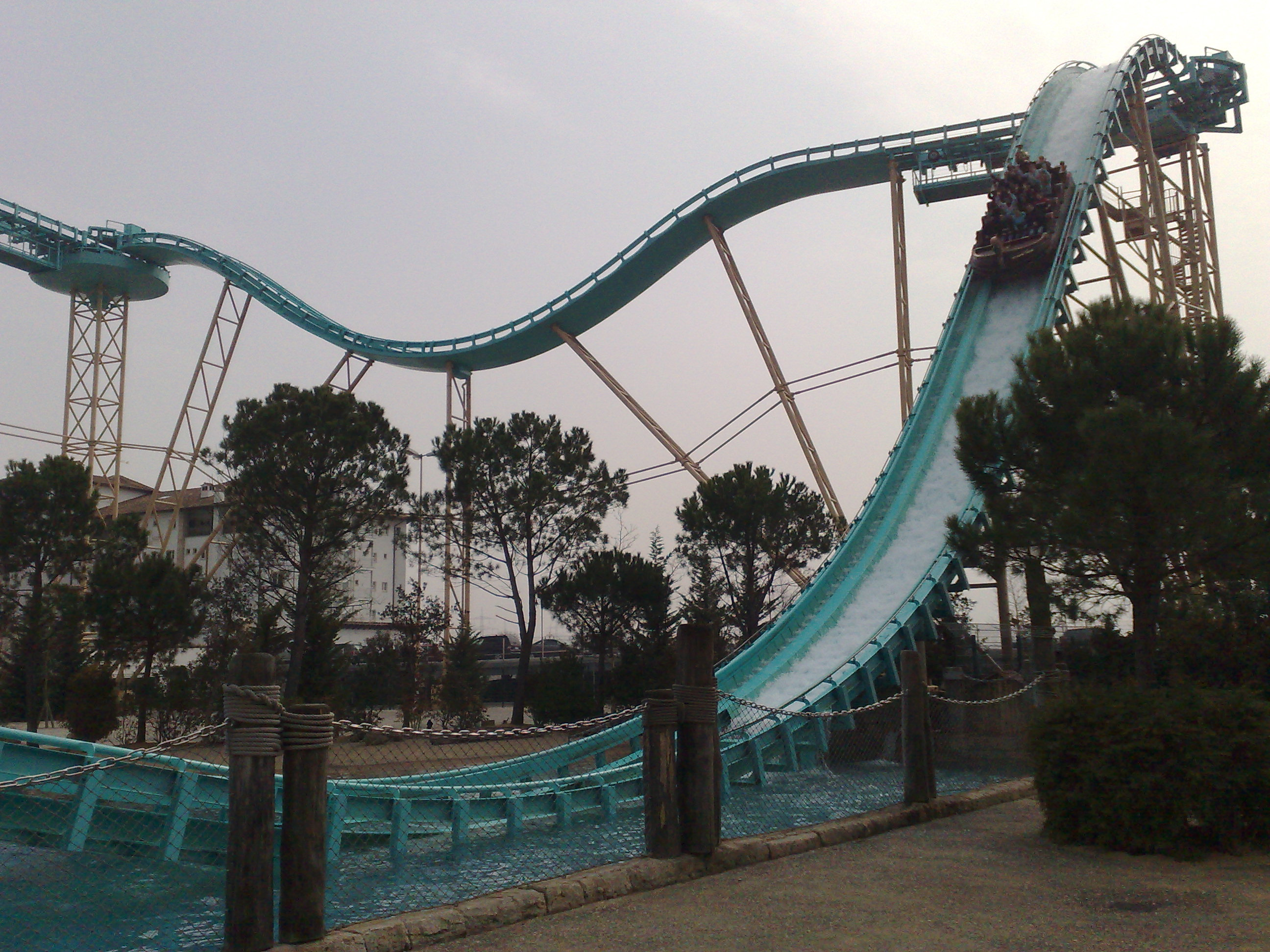
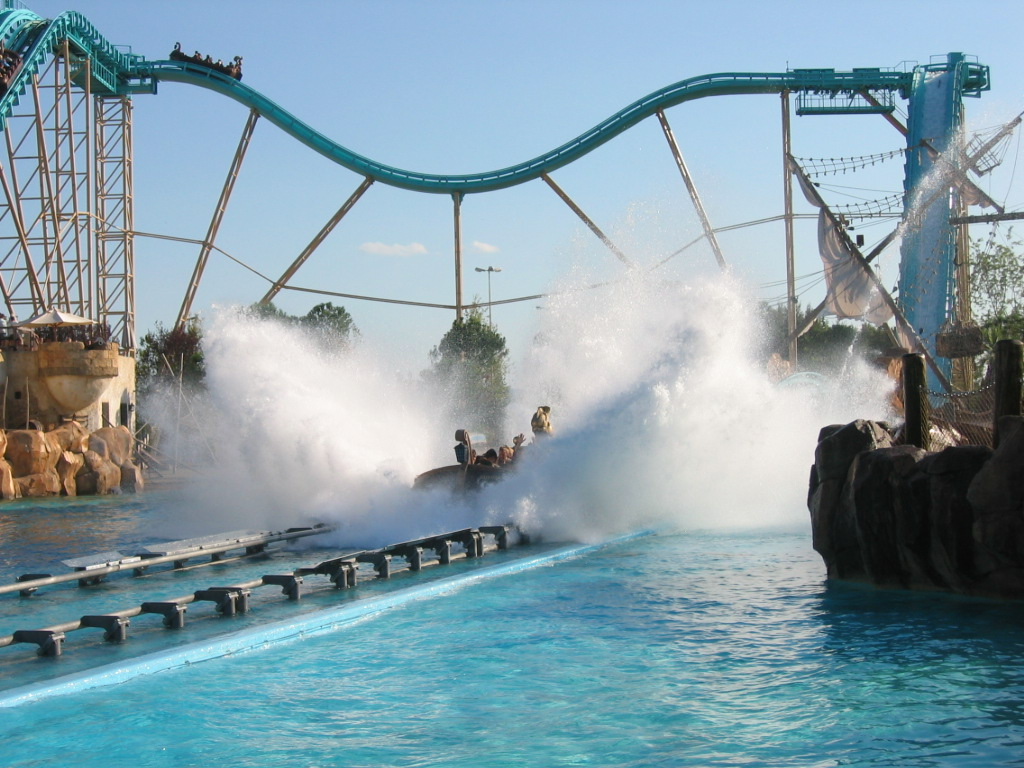

- Schlussabfahrt aus Zuschauerperspektive
- Schlussabfahrt aus Fahrgastperspektive

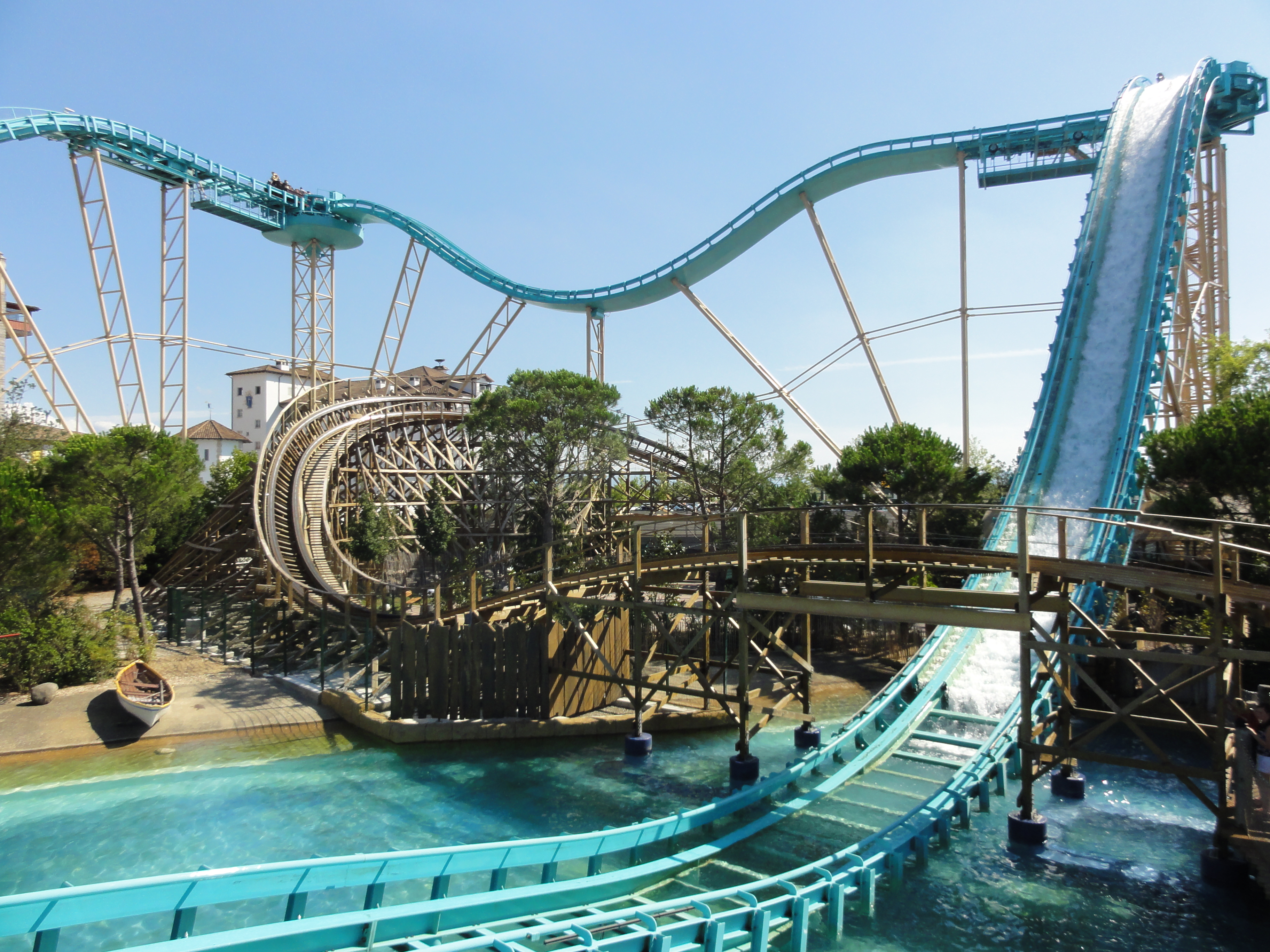
Die Begegnung von Wodan und Atlantica Supersplash
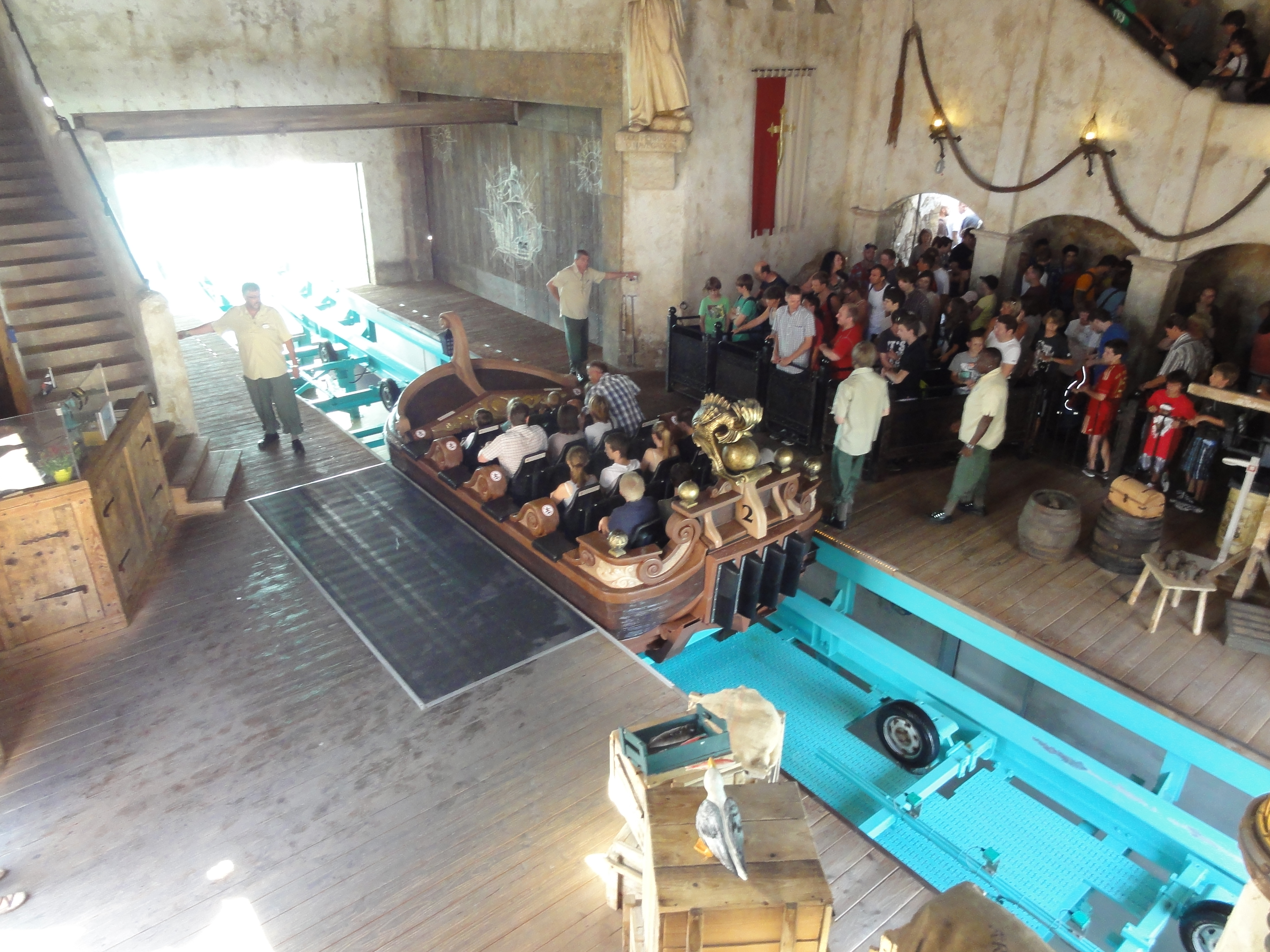
Blick in die Station

## Weitere Standorte
Das Modell Atlantica wurde auch an andere Freizeitparks geliefert:
| Achterbahn          | Betreiber                           | Land                | Eröffnung        |
| ------------------- | ----------------------------------- | ------------------- | ---------------- |
| Armada Invencible   | Formosan Aboriginal Culture Village | Taiwan              | 2008             |
| Tiger Leaping Gorge | Colourful Yunnan Paradise           | Volksrepublik China | 5. Juli 2018     |
| Walrus Splash       | Chimelong Ocean Kingdom             | Volksrepublik China | 28. Februar 2014 |

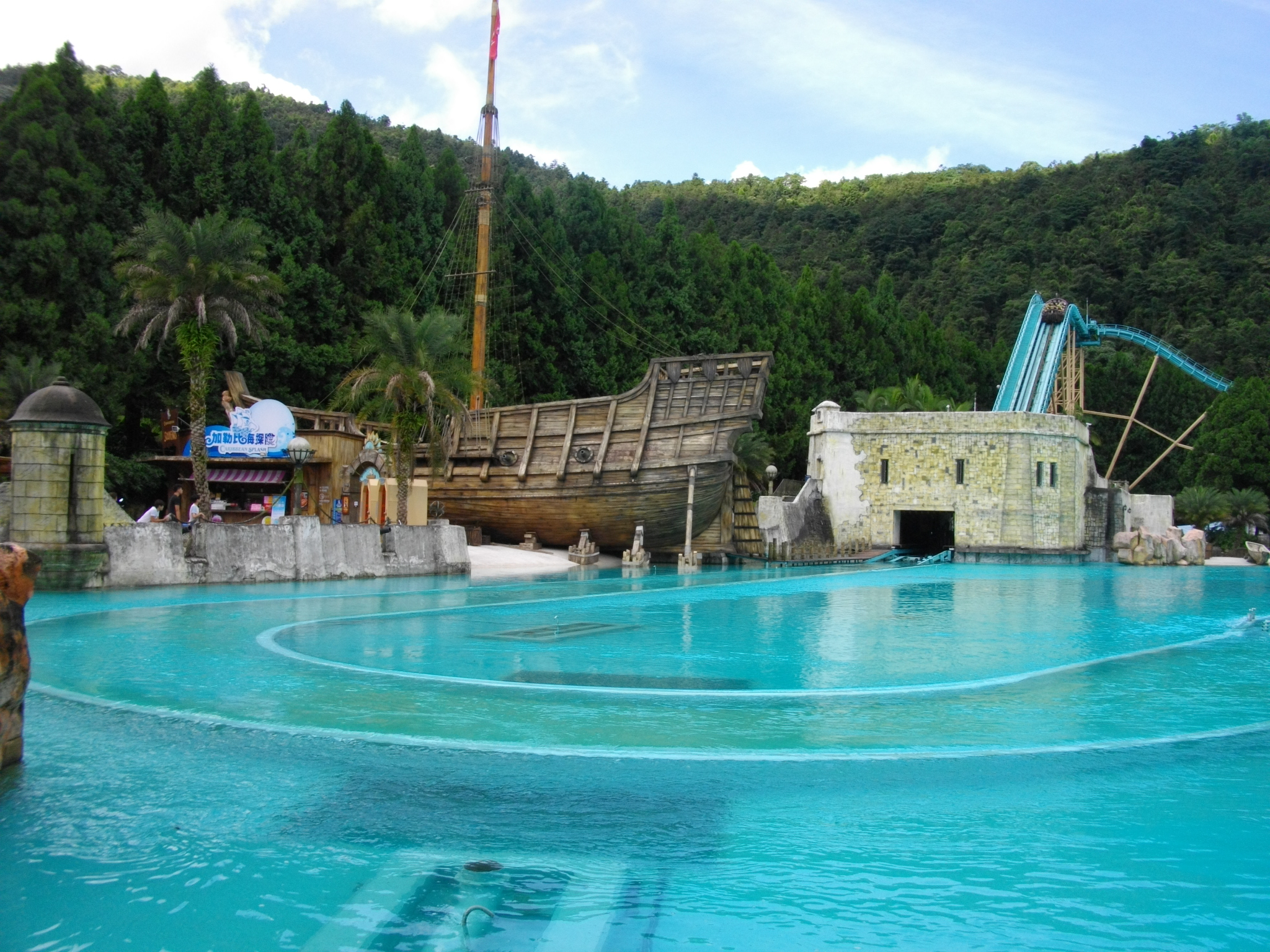
Armada Invencible im Formosan Aboriginal Culture Village